# Schloss Balice

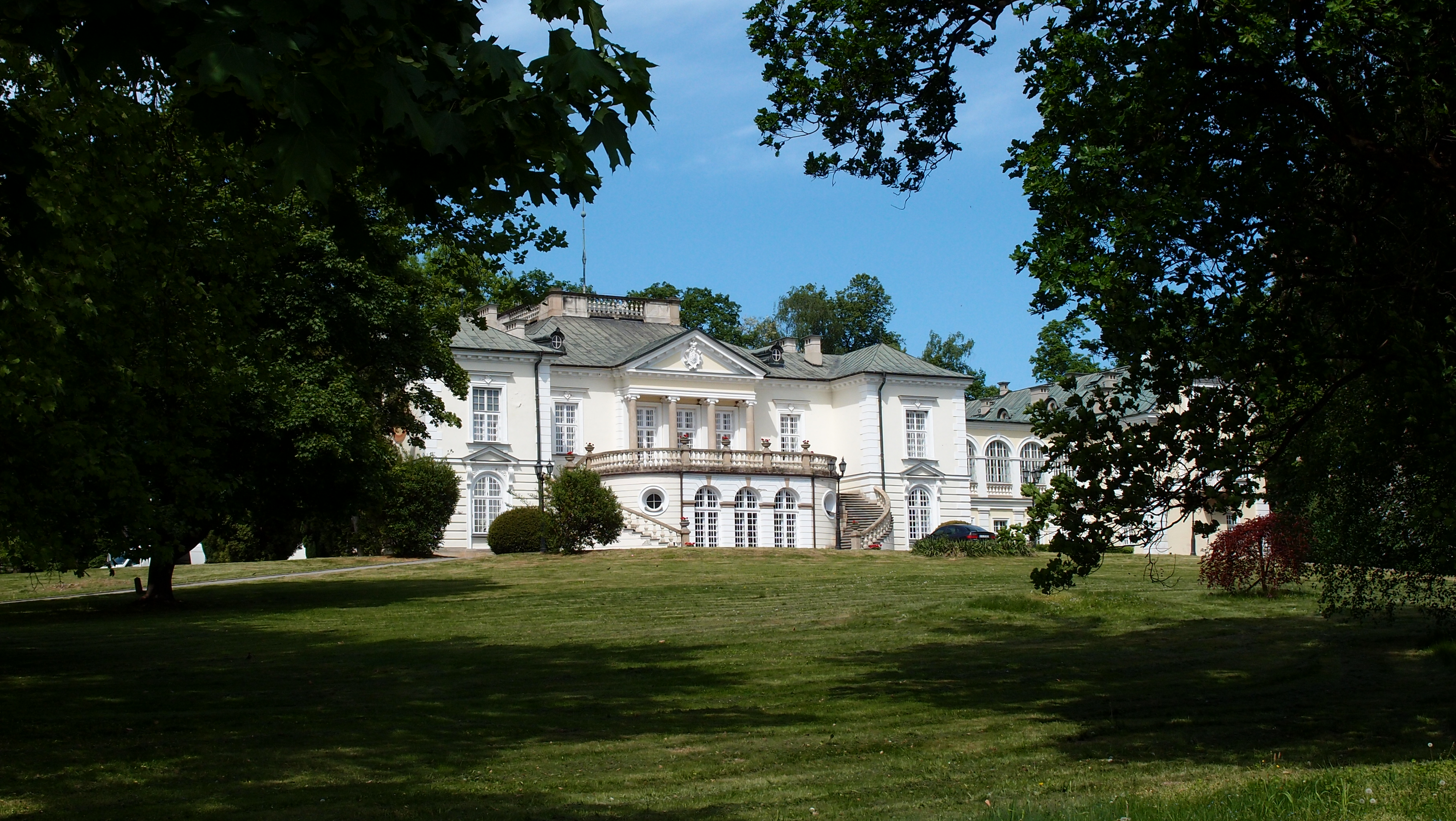
Gartenseite

Das Schloss Balice (polnisch: Zamek w Balicach) ist ein Schloss in Balice unweit von Krakau im Krakau-Tschenstochauer Jura. Es wurde von dem Adelsgeschlecht der Tęczyński errichtet.

## Geschichte
Die gotische Burg wurde im 15. Jahrhundert von den Tęczyński an den Krakauer Patrizier Severin Bethman verkauft. Seine Tochter Sofia Bethman heiratete den Krakauer Bankier und Kaufmann Severin Boner, der die Burg 1519 zu einem Renaissance-Schloss ausbaute und einen Schlossgarten anlegen ließ. Dessen Sohn Hans Boner baute das Schloss weiter aus und vererbte es 1562 an seine Schwester Sofia Boner, die Ehefrau von Jan Firlej. Dadurch kam das Schloss von der Boner an die Firlej. Im 16. Jahrhundert wohnte hier Johannes a Lasco und der polnisch-französische König Henrich Valois war hier Gast. Während der Schwedischen Sintflut wurde das Schloss beschädigt und Anfang des 18. Jahrhunderts von Jan Sebastian Szembek restauriert. Danach wechselte es mehrfach die Besitzer, bis es 1887 von Fürst Dominik Radziwiłł erworben wurde. Er ließ das Schloss von Tadeusz Stryjeński bis 1894 restaurieren. 1912 empfing er im Schloss Karl von Österreich-Ungarn und seine Gemahlin Zita von Bourbon-Parma. Von ihm erbte Hieronim Mikołaj Radziwiłł das Schloss, der hier zusammen mit seiner Ehefrau Renata von Habsburg-Lothringen, der Tochter von Karl Stephan von Österreich, residierte. 1945 wurden die Radziwiłł enteignete und das Schloss übernahm die Jagiellonen-Universität, die es als Konferenz- und Tagungsort nutzt. 2005 kamen bei der 60-Jahr-Feier der Befreiung des Konzentrationslagers Auschwitz-Birkenau auf dem Schloss zahlreiche Präsidenten und Ministerpräsidenten zusammen.